# ژان ماندل
ژان ماندل (انگلیسی: Jean Mandel; ۲۰ سپتامبر ۱۹۱۱ – ۲۵ دسامبر ۱۹۷۴) سیاستمدار، و بازیکن فوتبال اهل آلمان بود.
از باشگاه‌هایی که در آن بازی کرده‌است می‌توان به باشگاه فوتبال گروتر فورث اشاره کرد.